# La Bassa (Fontpedrosa)
La Bassa és un estany d'origen glacial del terme comunal de Fontpedrosa, a la comarca del Conflent, de la Catalunya del Nord.
Éstà situada al sud-est del terme, en el curs del Torrent de Carançà. És a prop al nord-est de la Cabana dels Enginyers i al nord, a força distància, de la Basseta.